# Chittenden
Chittenden és una població dels Estats Units a l'estat de Vermont. Segons el cens del 2000 tenia 1.182 habitants.

## Demografia
Segons el cens del 2000, Chittenden tenia 1.182 habitants, 451 habitatges, i 345 famílies. La densitat de població era de 6,3 habitants per km².
Dels 451 habitatges en un 37,3% hi vivien nens de menys de 18 anys, en un 64,1% hi vivien parelles casades, en un 7,3% dones solteres, i en un 23,5% no eren unitats familiars. En el 18,6% dels habitatges hi vivien persones soles el 6,4% de les quals corresponia a persones de 65 anys o més que vivien soles. El nombre mitjà de persones vivint en cada habitatge era de 2,62 i el nombre mitjà de persones que vivien en cada família era de 2,97.
Per edats la població es repartia de la següent manera: un 26,3% tenia menys de 18 anys, un 5,8% entre 18 i 24, un 29,2% entre 25 i 44, un 30,3% de 45 a 60 i un 8,4% 65 anys o més.
L'edat mediana era de 40 anys. Per cada 100 dones de 18 o més anys hi havia 100,7 homes.
La renda mediana per habitatge era de 45.313 $ i la renda mediana per família de 52.596 $. Els homes tenien una renda mediana de 35.556 $ mentre que les dones 31.776 $. La renda per capita de la població era de 21.278 $. Entorn del 2,9% de les famílies i el 6,2% de la població estaven per davall del llindar de pobresa.